# Daniel Barret
Rafael Spósito Balzarini, más conocido por su seudónimo Daniel Barret (Montevideo, 21 de mayo de 1952 - Ibid., 24 de agosto de 2009), fue un sociólogo, periodista, profesor universitario y militante anarquista uruguayo.

## Biografía
Nació y vivió siempre en el Cerro, un barrio de Montevideo. Se incorporó a las filas anarquistas en su adolescencia. Tuvo presencia como organizador en el movimiento estudiantil y luego en el movimiento sindical. Integró la Federación Anarquista Uruguaya (FAU por sus siglas), que abandonó más tarde. Debido a la represión a los movimientos de izquierda y anarquista en Uruguay durante la década de 1970, Rafael Spósito se radicó en Buenos Aires, Argentina, aunque con el golpe de Estado de 1976 retornó al Uruguay. Participó del relanzamiento de la FAU con el fin de la dictadura en Uruguay, pero nuevamente se alejó por fuertes diferencias ideológicas. Desde entonces participó de forma independiente en múltiples proyectos libertarios y dedicó sus mayores energías al periodismo y la sociología libertarias.
Fue profesor universitario en Montevideo hasta 1999. Fue miembro del International Advisory Board del International Journal of Inclusive Democracy. Fue colaborador de diversas publicaciones anarquistas, entre los cuales destacan ¡Libertad! de Buenos Aires, El Libertario o Tierra y Tempestad Archivado el 21 de mayo de 2010 en Wayback Machine. de Montevideo.
Falleció en Montevideo el 24 de agosto de 2009 de un cáncer.

## Los sediciosos despertares de la anarquía
En Los sediciosos despertares de la Anarquía, Daniel Barrett se introduce en una reelaboración teórico-ideológica libertaria: “una reafirmación que sigue fundándose no menos sino más que nunca en una crítica radical del poder y en una inconmovible ética de la libertad; sin mediatizaciones seductoras, transiciones edulcoradas y negociaciones de ocasión que la desvíen o distraigan de sus horizontes y de sus prácticas inmediatas.”
Plantea un análisis de actualidad acerca del lugar que el anarquismo contemporáneo puede ocupar, en tanto potencial revolucionario en el mundo posterior a la caída del muro de Berlín. A la forzada tesis del “fin de las ideologías” se contrapone el despertar de un complejo entramado de tejidos sociales horizontales, autónomos y anticapitalistas. El autor intenta diseñar un mapa de la situación del movimiento anarquista en Latinoamérica teniendo en cuenta su historicidad, caracterización y potencialidad y que debe ser leído como una fotografía del mismo cuando el libro estuvo listo para su impresión en el año 2007.

## Artículos de Daniel Barret/Rafael Spósito
- Cuba, el Socialismo y la Libertad, una visión desde el anarquismo. Ediciones Libertarias México 2006.
- De Fidel a Raúl: La Cuba de los politicastros.
- Sobre la situación boliviana: Anarquistas, a pesar de todo.*Al pan, pan y al vino, vino: a propósito del reciente “Manifiesto solidario” de la Internacional de Federaciones Anarquistas
- Cuba y la revolución latinoamericana*Anarquismo, Anti-Imperialismo, Cuba y Venezuela: Un diálogo fraternal (pero sin concesiones) con Pablo Moras
- La "Leyenda Negra" de los anarquistas cubanos: un ataque más y van...
- El mapa del despertar anarquista latinoamericano
- Los Sediciosos Despertares de la Anarquía
- El movimiento anarquista uruguayo en los tiempos del cólera (publicado en "Tierra y Tempestad" N.º 2 de mayo de 2008.)
- "The irresistible (and necessary) temptation of the liberating projects," Democracy & Nature, Vol. 8, n.º 3 (November 2003). [The text constitutes the Introduction to the Spanish edition of ‘Towards An Inclusive Democracy’, “Hacia Una Democracia Inclusiva” by Takis Fotopoulos (Nordan: Montevideo, 2002)].